# Jerzu
Jerzu (sardisk: Jèrsu) er en by og en kommune (comune) i provinsen Nuoro i regionen Sardinien i Italien. Byen ligger i 427 meters højde og har 3.166 indbyggere (2016). Kommunen har et areal på 102,61 km² og grænser til kommunerne Arzana, Cardedu, Gairo, Lanusei, Osini, Tertenia, Ulassai og Villaputzu.